# رمت عفال
رمت عفال (به لاتین: Ramat Ef'al) یک منطقهٔ مسکونی در اسرائیل است که در رمت گن واقع شده‌است.